# ويلي رايلي
ويلي رايلي (بالإنجليزية: Willie Reilly)‏ مواليد 25 مارس 1947 في لندن، إنجلترا، هو ملاكم محترف بريطاني سابق صنّف ضمن فئة وزن الريشة.

## إحصائيات
خاض خلال مسيرته 23 نزالا، فاز في 13 وتعادل في 3 وخسر في 7. فاز بالضربة القاضية في 5 نزالات.

## روابط خارجية
- ويلي رايلي على موقع بوكس ريك (الإنجليزية) (registration required)